# 3464 Owensby
3464 Owensby eller 1983 BA är en asteroid i huvudbältet som upptäcktes den 16 januari 1983 av den amerikanske astronomen Edward L.G. Bowell vid Anderson Mesa Station. Den är uppkallad efter astronomen Pamela D. Owensby.
Asteroiden har en diameter på ungefär 4 kilometer.